# Mistrzostwa Europy w Kajakarstwie 2007
Mistrzostwa Europy w Kajakarstwie odbyły się w dniach 27 czerwca-1 lipca 2007 roku w hiszpańskiej Pontevedra.

## Tabela medalowa
| Miejsce | Państwo         | Złoto | Srebro | Brąz | Razem |
| ------- | --------------- | ----- | ------ | ---- | ----- |
| 1       | Niemcy          | 9     | 4      | 3    | 16    |
| 2       | Węgry           | 5     | 7      | 7    | 19    |
| 3       | Białoruś        | 4     | 4      | 1    | 9     |
| 4       | Słowacja        | 2     | 1      | 0    | 3     |
| 5       | Litwa           | 2     | 0      | 0    | 2     |
| 6       | Rosja           | 1     | 5      | 0    | 6     |
| 7       | Szwecja         | 1     | 1      | 2    | 4     |
| 8       | Wielka Brytania | 1     | 1      | 0    | 2     |
| 9       | Serbia          | 1     | 0      | 1    | 2     |
| 10      | Norwegia        | 1     | 0      | 0    | 1     |
| 11      | Polska          | 0     | 3      | 5    | 8     |
| 12      | Finlandia       | 0     | 1      | 1    | 2     |
| 13      | Ukraina         | 0     | 0      | 2    | 2     |
| 13      | Hiszpania       | 0     | 0      | 2    | 2     |
| 15      | Francja         | 0     | 0      | 1    | 1     |
| 15      | Rumunia         | 0     | 0      | 1    | 1     |
| 15      | Włochy          | 0     | 0      | 1    | 1     |
| Razem   | Razem           | 27    | 27     | 27   | 81    |

## Medaliści

### Mężczyźni

#### Kanadyjki
| Konkurencja | Złoto                                                                                               | Czas     | Srebro                                                                                         | Czas     | Brąz                                                                            | Czas     |
| C-1 200 m   | Jevgenijus Šuklinas                                                                                 | 41,969   | Maksim Opalew                                                                                  | 42,092   | Jurij Czeban                                                                    | 42,132   |
| C-1 500 m   | Andreas Dittmer                                                                                     | 1:54,540 | Nikołaj Lipkin                                                                                 | 1:54,613 | David Cal Figueroa                                                              | 1:55,733 |
| C-1 1000 m  | Attila Vajda                                                                                        | 4:04,429 | Maksim Opalew                                                                                  | 4:07,712 | David Cal Figueroa                                                              | 4:08,676 |
| C-2 200 m   | Litwa · Raimundas Labuckas · Tomas Gaideikis                                                        | 38,387   | Rosja · Jewgienij Ignatiew · Iwan Sztyl                                                        | 38,690   | Niemcy · Christian Gille · Tomasz Wylenzek                                      | 38,973   |
| C-2 500 m   | Białoruś · Alaksandr Bahdanowicz · Andrej Bahdanowicz                                               | 1:59,188 | Rosja · Siergiej Ulegin · Aleksandr Kostogłod                                                  | 1:59,818 | Węgry · György Kolonics · György Kozmann                                        | 2:00,454 |
| C-2 1000 m  | Niemcy · Christian Gille · Tomasz Wylenzek                                                          | 3:48,304 | Węgry · György Kolonics · György Kozmann                                                       | 3:48,574 | Białoruś · Andrej Bahdanowicz · Alaksandr Bahdanowicz                           | 3:50,087 |
| C-4 200 m   | Rosja · Jewgienij Dorochin · Nikołaj Lipkin · Jewgienij Ignatiew · Iwan Sztyl                       | 35,150   | Białoruś · Dzmitri Rabczanka · Kanstatnin Szczarbak · Dzmitri Wajczikin · Aliaksandr Wałczeski | 35,456   | Węgry · Pal Sarudi · Peter Balazs · Gábor Horváth · Marton Joob                 | 35,889   |
| C-4 500 m   | Białoruś · Alaksandr Bahdanowicz · Andrej Bahdanowicz · Alaksandr Żukouski · Alaksandr Kurliandczik | 1:38,376 | Polska · Paweł Skowroński · Arkadiusz Toński · Łukasz Woszczyński · Marcin Grzybowski          | 1:39,286 | Niemcy · Robert Nuck · Stefan Holtz · Thomas Lück · Sebastian Brendel           | 1:39,359 |
| C-4 1000 m  | Białoruś · Dzmitri Rabczanka · Dzmitri Wajczikin · Kanstantin Szczarbak · Alaksandr Wałczeski       | 3:30,660 | Węgry · Marton Metka · Robert Mike · Matyas Safran · Gabor Balazs                              | 3:31,229 | Rumunia · Silviu Simioncencu · Iosif Chirilă · Andrei Cuculici · Nicolae Flocea | 3:34,439 |

#### Kajaki
| Konkurencja | Złoto                                                                       | Czas     | Srebro                                                                                       | Czas     | Brąz                                                                           | Czas     |
| K-1 200 m   | Jonas Ems                                                                   | 36,796   | Marek Twardowski                                                                             | 37,119   | Gergely Gyertyanos                                                             | 37,432   |
| K-1 500 m   | Tim Brabants                                                                | 1:42,653 | Anders Gustafsson                                                                            | 1:42,905 | Marek Twardowski                                                               | 1:43,450 |
| K-1 1000 m  | Eirik Veraas Larsen                                                         | 3:39,179 | Tim Brabants                                                                                 | 3:40,342 | Zoltán Benkő                                                                   | 3:41,742 |
| K-2 200 m   | Białoruś · Raman Piatruszenka · Wadzim Machnieu                             | 33,664   | Niemcy · Ronald Rauhe · Tim Wieskötter                                                       | 33,669   | Serbia · Ognjen Filipović · Dragan Zorić                                       | 33,915   |
| K-2 500 m   | Niemcy · Ronald Rauhe · Tim Wieskötter                                      | 1:33,906 | Białoruś · Raman Piatruszenka · Wadzim Machnieu                                              | 1:34,436 | Polska · Tomasz Mendelski · Adam Wysocki                                       | 1:36,235 |
| K-2 1000 m  | Węgry · Gabor Kucsera · Zoltán Kammerer                                     | 3:26,174 | Niemcy · Andreas Ihle · Rupert Wagner                                                        | 3:21,867 | Francja · Philippe Colin · Cyrille Carre                                       | 3:21,957 |
| K-4 200 m   | Serbia · Ognjen Filipović · Dragan Zorić · Milan Djenadić · Bora Sibinkić   | 31,088   | Białoruś · Raman Piatruszenka · Wadzim Machnieu · Dziamin Turczyn · Alaksiej Abałmasau       | 31,498   | Węgry · Viktor Kadler · Gergely Gyertyanos · Istvan Bee · Balazs Babella       | 31,685   |
| K-4 500 m   | Słowacja · Richard Riszdorfer · Michał Riszdorfer · Erik Vlcek · Juraj Tarr | 1:25,210 | Białoruś · Dzianis Żyhadła · Stanislau Strelczanka · Rusłan Biczan · Siarhiej Findziukiewicz | 1:26,729 | Węgry · Marton Sik · Attila Boros · Attila Csamanga · Gabor Bozsik             | 1:26,829 |
| K-4 1000 m  | Słowacja · Michał Riszdorfer · Richard Riszdorfer · Juraj Tarr · Erik Vlcek | 3:02,812 | Węgry · Lajos Gyokos · Roland Kokeny · Ákos Vereckei · Gábor Horváth                         | 3:03,372 | Polska · Marek Twardowski · Adam Wysocki · Adam Seroczyński · Tomasz Mendelski | 3:03,812 |

### Kobiety

#### Kajaki
| Konkurencja | Złoto                                                                              | Czas     | Srebro                                                                   | Czas     | Brąz                                                                                     | Czas     |
| K-1 200 m   | Natasa Janics                                                                      | 42,469   | Anne Rikala                                                              | 43,448   | Inna Osypenko-Radomska                                                                   | 43,468   |
| K-1 500 m   | Katrin Wagner-Augustin                                                             | 1:53,985 | Katalin Kovács                                                           | 1:54,598 | Anne Rikala                                                                              | 1:55,218 |
| K-1 1000 m  | Sofia Paldanius                                                                    | 4:08,410 | Katalin Kovács                                                           | 4:09,490 | Frederike Leue                                                                           | 4:09,530 |
| K-2 200 m   | Niemcy · Fanny Fischer · Nicole Reinhardt                                          | 39,170   | Słowacja · Ivana Kmetova · Martina Kohlova                               | 39,356   | Węgry · Timea Paksy · Melinda Patyi                                                      | 39,896   |
| K-2 500 m   | Węgry · Timea Paksy · Dalma Benedek                                                | 1:46,714 | Niemcy · Fanny Fischer · Nicole Reinhardt                                | 1:47,199 | Polska · Monika Borowicz · Dorota Kuczkowska                                             | : 47,984 |
| K-2 1000 m  | Węgry · Danuta Kozák · Gabriella Szabó                                             | 3:51,404 | Polska · Małgorzata Chojnacka · Ewelina Wojnarowska                      | 3:51,944 | Szwecja · Annika Andersson · Emma Andersson                                              | 3:54,970 |
| K-4 200 m   | Niemcy · Carolin Leonhardt · Conny Waßmuth · Maren Knebel · Katrin Wagner-Augustin | 37,202   | Węgry · Timea Paksy · Katalin Kovács · Krisztina Fazekas · Melinda Patyi | 37,312   | Szwecja · Josefin Nordlöw · Anna Karlsson · Karin Johansson · Sofia Paldanius            | 37,892   |
| K-4 500 m   | Niemcy · Conny Waßmuth · Carolin Leonhardt · Maren Knebel · Katrin Wagner-Augustin | 1:38,553 | Węgry · Timea Paksy · Katalin Kovács · Krisztina Fazekas · Melinda Patyi | 1:40,027 | Polska · Sandra Pawełczak · Aneta Konieczna · Małgorzata Chojnacka · Ewelina Wojnarowska | 1:40,305 |
| K-4 1000 m  | Węgry · Timea Paksy · Dalma Benedek · Krisztina Fazekas · Alexandra Keresztesi     | 3:27,060 | Niemcy · Judith Hoermann · Gesine Ruge · Frederike Leue · Marina Schuck  | 3:29,613 | Włochy · Stefania Cical · Alice Fagioli · Alessandra Galiotto · Fabiana Sgroi            | 3:29,726 |